# THE IDOLM@STER ANIM@TION MASTER
'THE IDOLM@STER ANIM@TION MASTER' (아이돌마스터 애니메이션 마스터)는 2011년 8월 10일부터 일본 컬럼비아에서 발매되고 있는 애니메이션 'THE IDOLM@STER'의 CD시리즈이다.
'MASTER ARTIST 2'에 이어지는 CD시리즈로, 이 시리즈에 이어, 'ANIM@TION MASTER 생방임까 SPECIAL' 시리즈가 발매되고 있다.

## 개요
텔레비전 애니메이션 'THE IDOLM@STER'의 사운드 트랙 시리즈로, 01·04에는 오프닝 테마, 02·03·05 - 07에는 텔레비전 애니메이션으로 사용된 극반 및 삽입곡의 일부·엔딩 테마 (특별편 26화를 제외), 드라마 '오토나시 코토리의 765 프로 비밀 리포트'를 수록하고 있다. 자켓 일러스트는 'MASTER ARTIST' 이후 담당해 온 안닌 도후가 아니라, 애니메이션 스탭 (01·04를 이이즈카 하루코, 그 이외를 마츠오 유스케)이 담당하고 있다. 덧붙여 01·04는 싱글, 그 이외는 앨범으로 취급된다.
애니메이션용으로 준비된 신곡을 굵은 글씨, 신규에 리믹스·녹음된 악곡은 이탤릭으로 표기한다. 덧붙여 애니메이션의 극반제작은 타카다 류이치가 담당하였다.

## 01 READY!!
2011년 8월 10일 발매. 제1 쿨의 오프닝 테마인 'READY!! (M@STER VERSION) ' 등을 수록. 2011년 8월 22일자의 오리콘주간 싱글 랭킹에서 최고 4위를 획득했다.

## 02
2011년 9월 7일 발매. 'READY!! '의 TV사이즈판, 제1화로부터 제5화까지의 극중 삽입곡, 엔딩, BGM와 오리지널 드라마를 수록. 첫회판은 BOX 패키지 사양.
수록곡
1. 레슨
2. READY!! (TV SIZE) 
가: 765 PRO ALLSTARS[주 2]
작사: yura, 작곡·편곡: 고사키 사토루
3. 소녀들
4. The world is all one !! (M@STER VERSION)[주 3]
가: 765 PRO ALLSTARS[주 2]
작사: RIONA, 작곡: 타시로 토모카즈, 편곡: 아라키계6
5. 우정
6. 나는 아이돌♡(M@STER VERSION)
가: 미나세 이오리(쿠기미야 리에) , 타카츠키 야요이(니고 마야코) , 후타미 아미/마미(시모다 아사미)
작사: 나카무라 메구미, 작곡·편곡: NBGI (사사키 히로시인)
7. 기쁜 기분
8. 포지티브! (M@STER VERSION) 
가: 미나세 이오리(쿠기미야 리에), 타카츠키 야요이(니고 마야코)
작사: NBGI(mft), 작곡·편곡: NBGI(나카가와 코지)
9. 사이 좋음
10. ALRIGHT*
가: 하기와라 유키호(아사쿠라 아즈미)
작사: yura, 작곡: cota, 편곡: 세키 쥰지로우
11. 꿈꾸는 아이돌
12. First Stage(M@STER VERSION) 
가: 하기와라 유키호(아사쿠라 아즈미), 키쿠치 마코토(히라타 히로미)
작사: 나카무라 메구미, 작곡·편곡: NGBI(사사키 히로시인)
13. 마음에 당김 하지 않는다 …
14. 소녀여 큰 뜻을 품어라!!
가: 아마미 하루카(나카무라 에리코)
작사: yura, 작곡: 백호우보, 편곡: 경가순
15. 밝고 즐겁게
16. 파랑새(M@STER VERSION)~TV ARRANGE~
가: 키사라기 치하야(이마이 아사미)
작사: 모리 유리코, 작곡: NBGI(시이나 고) , 편곡: 미야하라 메구미태
17. 다망한 날들
18. 건강합니다
19. 신SUMMER!! 
가: 아마미 하루카(나카무라 에리코), 타카츠키 야요이(니고 마야코), 후타미 아미/마미(시모다 아사미), 하기와라 유키호(아사쿠라 아즈미), 미나세 이오리(쿠기미야 리에), 시죠 타카네(하라 유미)
작사: yura, 작곡·편곡: 타나카 히데카즈
20. 평소의 하늘
21. i(Piano Instrumental Version)
22. MOONY
가: 키사라기 치하야(이마이 아사미), 미우라 아즈사(타카하시 치아키) , 키쿠치 마코토(히라타 히로미), 호시이 미키(하세가와 아키코) , 가나하 히비키(누마쿠라 마나미) , 아키즈키 리츠코(와카바야시 나오미)
작사: yura, 작곡·편곡: Funta7
23. 보너스 트랙 '오토나시 코토리의 765 프로 비밀 리포트~격동편~'
출연: 아마미 하루카(나카무라 에리코), 키쿠치 마코토(히라타 히로미), 하기와라 유키호(아사쿠라 아즈미), 오토나시 코토리(타키타 쥬리)

## 03
2011년 10월 5일 발매. 제6화로부터 제10화까지의 극중 삽입곡, 엔딩, BGM와 오리지널 드라마를 수록. 초회판은 BOX 패키지 사양.
수록곡
1. 진지한 눈빛
2. SMOKY THRILL(M@STER VERSION)
가: 용궁 코마치(미나세 이오리(쿠기미야 리에)·미우라 아즈사(타카하시 치아키)·후타미 아미(시모다 아사미))
작사·작곡·편곡: NBGI(uRy)
3. 프로듀서, 달린다!
4. THE IDOLM@STER
가: 765 PRO ALLSTARS[주 2]
작사: 나카무라 메구미, 작곡·편곡: NBGI(사사키 히로시인)
5. 키라메키라리
가: 타카츠키 야요이(니고 마야코)
작사: yura, 작곡: 고사키 사토루
6. 심정
7. 안녕!! 아침 밥(M@STER VERSION)
가: 타카츠키 야요이(니고 마야코)
작사: 나카무라 메구미, 작곡·편곡: NBGI(사사키 히로시인)
8. 긴박감
9. 맑음색
가: 미우라 아즈사(타카하시 치아키)
작사: 이나마을 사치코, 작곡: 코니시 유코, 편곡: 사토 노리치카
10. 에이전트 밤을 걷다
가: 키쿠치 마코토(히라타 히로미)
작사·작곡·편곡: NBGI(LindaAI-CUE)
11. 미주 Mind
가: 키쿠치 마코토(히라타 히로미)
작사: NBGI(mft), 작곡·편곡: NBGI(나카가와 코지)
12. shiny smile(REM@STER-A)
가: 키쿠치 마코토(히라타 히로미), 미우라 아즈사(타카하시 치아키)
작사: 아침해제, 작곡: NBGI(Yoshi), 편곡: 림부 아키코
13. 간발 …
14. 하니카미!퍼스트 바이트
가: 용궁 코마치(미나세 이오리(쿠기미야 리에)·미우라 아즈사(타카하시 치아키)·후타미 아미(시모다 아사미))
작사: 고토 히로유키, 작곡: NBGI(나카가와 코지), 편곡: NBGI(나카가와 코지, 증 후치 유지)
15. 트러블
16. Next Life(Instrumental)
작곡·편곡: NBGI(토야마 아키라효)
17. 감정 다운
18. 여명 스타 라인
가: 후타미 아미/마미(시모다 아사미)
작사: NBGI(LindaAI-CUE), 작곡·편곡: NBGI(증 후치 유지)
19. THE IDOLM@STER(BGM Version)
20. L·O·B·M
가: 765 PRO ALLSTARS[주 2]
작사: NBGI(mft), 작곡·편곡: NBGI(타카다 류이치)
21. 노력하는 아이돌들
22. GO MY WAY!! 
가: 765+876 PRO ALLSTARS(아마미 하루카(나카무라 에리코), 호시이 미키(하세가와 아키코), 키사라기 치하야(이마이 아사미), 타카츠키 야요이(니고 마야코), 하기와라 유키호(아사쿠라 아즈미), 키쿠치 마코토(히라타 히로미), 후타미 아미/마미(시모다 아사미), 미나세 이오리(쿠기미야 리에), 미우라 아즈사(타카하시 치아키), 시죠 타카네(하라 유미), 가나하 히비키(누마쿠라 마나미), 아키즈키 리츠코(와카바야시 나오미), 히다카 아이(토마츠 하루카), 미즈타니 에리(하나자와 카나), 아키즈키 료 (산페이 유우코))
23. 보너스 트랙 '오토나시 코토리의 765 프로 비밀 리포트~세기말 구세주편~'
출연: 타카츠키 야요이(니고 마야코), 미나세 이오리(쿠기미야 리에), 오토나시 코토리(타키타 쥬리)

## 04 CHANGE!!!!
2011년 11월 9일 발매. 제2 쿨의 오프닝 테마인 'CHANGE!!!! (M@STER VERSION)' 등을 수록. 2011년 11월 21일자의 오리콘주간 싱글 랭킹에서 최고 6위를 획득했다.

## 05
2011년 11월 30일 발매. 제11화로부터 제15화까지의 극중 삽입곡, 엔딩, BGM와 오리지널 드라마 파트를 수록. 초회판은 BOX 패키지 사양.
수록곡
1. 오늘도 건강!
2. 웃어!
가: 아마미 하루카(나카무라 에리코)
작사: 이나마을 사치코, 작곡: DY-T, 편곡: 쿠사노좋아 히로
3. START!!
가: 아마미 하루카(나카무라 에리코)
작사: 시로세채, 작곡·편곡: 미야자키 마코토
4. 푸른 새(Piano Instrumental Version)
5. 후들후들 퓨처 ☆
가: 호시이 미키(하세가와 아키코)
작사: 아침해제, 작곡·편곡: NBGI(Yoshi)
6. 쇼킹한 그
가: 호시이 미키(하세가와 아키코)
작사: NBGI(mft), 작곡: NBGI(나카가와 코지), 편곡: NBGI(나카가와 코지, 증 후치 유지)
7. GO MY WAY!! (BGM VERSION)
8. 마리오네트의 마음(M@STER VERSION) 
가: 호시이 미키(하세가와 아키코)
작사: mft, 작곡: 하시모토 유카리, 편곡; 미야자키 마코토
9. 자신 REST@RT(M@STER VERSION) 
가: 아마미 하루카(나카무라 에리코), 호시이 미키(하세가와 아키코), 키사라기 치하야(이마이 아사미), 타카츠키 야요이(니고 마야코), 하기와라 유키호(아사쿠라 아즈미), 키쿠치 마코토(히라타 히로미), 후타미 마미(시모다 아사미), 시죠 타카네(하라 유미), 가나하 히비키(누마쿠라 마나미)
작사: 사사키 히로시인, 작곡·편곡: 타나카 히데카즈
10. i
가: 765 PRO ALLSTARS[주 2]
작사: 나카무라 메구미, 작곡·편곡: 사사키 히로시인
11. 너는 멜로디(M@STER VERSION) 
가: 타카츠키 야요이(니고 마야코), 하기와라 유키호(아사쿠라 아즈미), 키쿠치 마코토(히라타 히로미), 미나세 이오리(쿠기미야 리에), 미우라 아즈사(타카하시 치아키), 아키즈키 리츠코(와카바야시 나오미)
작사: 엔도 후비트, 작곡·편곡: NBGI(우치다 테츠야)
12. Colorful Days(M@STER VERSION) 
가: 아마미 하루카(나카무라 에리코), 호시이 미키(하세가와 아키코), 키사라기 치하야(이마이 아사미), 후타미 아미/마미(시모다 아사미), 시죠 타카네(하라 유미), 가나하 히비키(누마쿠라 마나미)
작사: 나카무라 메구미, 작곡·편곡: NBGI(사사키 히로시인)
13. MEGARE!(M@STER VERSION) 
가: 765 PRO ALLSTARS[주 2]
작사: NBGI(mft), 작곡·편곡: NBGI(타카다 류이치)
14. 보너스 트랙 '오토나시 코토리의 765 프로 비밀 리포트~3번째의 정직하지만, 아마 평상시와 같은 편~'
출연: 호시이 미키(하세가와 아키코), 후타미 아미/마미(시모다 아사미), 오토나시 코토리(타키타 쥬리)
15. 보너스 트랙 2 ' 제13화 LIVE곡메들리'
곡목은 이하와 같다.
  1. THE IDOLM@STER
  2. 아가씨야 큰 뜻을 안아라!!
  3. 키라메키라리
  4. 나는 아이돌♡
  5. My Best Friend
  6. 스타→트스타 →
  7. 추억 고마워요
  8. Next Life
  9. 플라워 걸
  10. Day of the future
  11. 마리오네트의 마음
  12. 눈이 만나는 순간
  13. 자신 REST@RT

## 06
2011년 12월 28일 발매. 'CHANGE!!!! '의 TV사이즈판, 제16화부터 제20화까지의 극중 삽입곡, 엔딩, BGM와 오리지널 드라마 파트를 수록. 초회판은 BOX 패키지 사양.
수록곡
1. 과거의 사건
2. CHANGE!!!! (TV SIZE) 
가: 765 PRO ALLSTARS[주 2]
작사: yura, 작곡: NBGI(우치다 테츠야), 편곡: 하시모토 유카리, NBGI(우치다 테츠야)
3. 열심히
4. TRIAL DANCE
가: 가나하 히비키(누마쿠라 마나미)
작사: yura, 작곡: 나카니시 케이지, 편곡: 코니시 타카오
5. Brand New Day! 
가: 가나하 히비키(누마쿠라 마나미)
작사·작곡·편곡: NBGI(움푹 팬 곳 히로시)
6. Jupiter의 테마 그 1
7. 자전거
가: 키쿠치 마코토(히라타 히로미)
작사: 시로세채, 작곡·편곡: 이토심 타로
8. 치어 링 레터
가: 키쿠치 마코토(히라타 히로미)
작사: mft, 작곡: MIKOTO, 편곡: 매 호리 쥰
9. Jupiter의 테마 그 2
10. 가득 가득
가: 아키즈키 리츠코(와카바야시 나오미)
작사: 나카무라 메구미, 작곡·편곡: NBGI(사사키 히로시인)
11. 마법을 걸쳐! (M@STER VERSION)
가: 아키즈키 리츠코(와카바야시 나오미)
작사·작곡·편곡: NBGI(고사키 사토루)
12. 하거나 한가로이
13. 플라워 걸
가: 시죠 타카네(하라 유미)
작사: NBGI(Yoshi & Kyon), 작곡·편곡: NBGI(Yoshi)
14. 흩날리는 눈
가: 시죠 타카네(하라 유미)
작사·작곡·편곡: 하시모토 유카리
15. 모두와의 …
16. 약속(TV VERSION) 
가: 키사라기 치하야(이마이 아사미), 아마미 하루카(나카무라 에리코), 호시이 미키(하세가와 아키코), 타카츠키 야요이(니고 마야코), 하기와라 유키호(아사쿠라 아즈미), 키쿠치 마코토(히라타 히로미), 후타미 아미/마미(시모다 아사미), 미나세 이오리(쿠기미야 리에), 미우라 아즈사(타카하시 치아키), 시죠 타카네(하라 유미), 가나하 히비키(누마쿠라 마나미)
작사: 모리 유리코, 작곡: NBGI(나카가와 코지, 코바야시계수) , 편곡: NBGI(코바야시계수)
17. 보너스 트랙 '오토나시 코토리의 765 프로 비밀 리포트~중 2병 전개편~'
출연: 시죠 타카네(하라 유미), 가나하 히비키(누마쿠라 마나미), 아키즈키 리츠코(와카바야시 나오미), 오토나시 코토리(타키타 쥬리)
18. 보너스 트랙 2 약속
가: 키사라기 치하야(이마이 아사미)
작사: 모리 유리코, 작곡: NBGI(나카가와 코지, 코바야시계수), 편곡: NBGI(코바야시계수)

## 07
2012년 2월 1일 발매. 제21화부터 제25화까지의 극중 삽입곡, 엔딩, BGM와 오리지널 드라마 파트를 수록. 초회판은 BOX 패키지 사양.
수록곡
1. 하루카의 갈등
2. 잠 공주
가: 키사라기 치하야(이마이 아사미)
작사: 모리 유리코, 작곡·편곡: NBGI(시이나 고)
3. 꽃(NEW MIX) 
가: 오토나시 코토리(타키타 쥬리)
작사: yura, 작곡·편곡: 등말수, 편곡: 경가순
4. 공
가: 오토나시 코토리(타키타 쥬리)
작사: yura, 작곡: NBGI(고사키 사토루)
5. The world is all one !! (BGM VERSION)
제작: 타카다 류이치
6. My Wish
가: 호시이 미키(하세가와 아키코), 타카츠키 야요이(니고 마야코), 하기와라 유키호(아사쿠라 아즈미), 키쿠치 마코토(히라타 히로미), 미나세 이오리(쿠기미야 리에), 아키즈키 리츠코(와카바야시 나오미)
작사·작곡·편곡: Asu, 편곡: 세키 쥰지로우
7. Happy Christmas
가: 아마미 하루카(나카무라 에리코), 키사라기 치하야(이마이 아사미), 후타미 아미/마미(시모다 아사미), 미우라 아즈사(타카하시 치아키), 시죠 타카네(하라 유미), 가나하 히비키(누마쿠라 마나미)
작사: 카이타 유리코, 작곡·편곡: NBGI(시이나 고), 편곡: Fuming
8. relations(BGM VERSION)
제작: 타카다 류이치
9. 응시해(TV VERSION) 
작사: 카이타 유리코, 작곡·편곡: NBGI(Yoshi), 편곡: 사쿠마 마코토
10. 안녕 고마워요
가: 아마미 하루카(나카무라 에리코)
작사·작곡·편곡: 하시모토 유카리
11. 곧바로
가: 765 PRO ALLSTARS[주 2]
작사: 아침해제, 작곡·편곡: NBGI(Yoshi)
12. 격려
13. READY!! & CHANGE!!!! SPECIAL EDITION
가: 765 PRO ALLSTARS[주 2]
READY!!
작사: yura, 작곡·편곡: 고사키 사토루
CHANGE!!!!
작사: yura, 작곡: NBGI(우치다 테츠야), 편곡: 하시모토 유카리, NBGI(우치다 테츠야)
14. 우리는 쭉… 이죠? [주 4]
가: 765 PRO ALLSTARS[주 2]
작사: 전아귀, 작곡·편곡: 사사키 히로시인
15. 함께(NEW VERSION) 
가: 765 PRO ALLSTARS[주 2]
작사: yura, 작곡·편곡: 등말수
16. 보너스 트랙 '오토나시 코토리의 765 프로 비밀 리포트~안녕히 지구편~'
출연: 키사라기 치하야(이마이 아사미), 미우라 아즈사(타카하시 치아키), 오토나시 코토리(타키타 쥬리)
17. 보너스 트랙 2 응시해
가: 하기와라 유키호(아사쿠라 아즈미), 시죠 타카네(하라 유미)
작사: 카이타 유리코, 작곡·편곡: NBGI(Yoshi), 편곡: 사쿠마 마코토

## READY!! 솔로 리믹스
2013년 7월 7일 발매. 8주년 기념 라이브 투어 'THE IDOLM@STER 8 th ANNIVERSARY HOP! STEP!! FESTIV@L!!! '나고야·요코하마·오사카 회장에서의 한정 판매. 오리지널 슬리브들이.
'READY!! (M@STER VERSION)'의 솔로 리믹스 12종을 수록.

## CHANGE!!!! 솔로 리믹스
2013년 9월 15일 발매. 8주년 기념 라이브 투어 'THE IDOLM@STER 8 th ANNIVERSARY HOP! STEP!! FESTIV@L!!! '후쿠오카·도쿄 회장에서의 한정 판매. 오리지널 슬리브들이.
'CHANGE!!!! (M@STER VERSION)'의 솔로 리믹스 12종을 수록.

### 내용주
1. ↑  애니메이션으로 사용된 삽입곡에 대한 자세한 것은 'THE IDOLM@STER (애니메이션)#삽입곡'에 기재.
2. 1 2 3 4 5 6 7 8 9 10 11  아마미 하루카(나카무라 에리코), 호시이 미키(하세가와 아키코), 키사라기 치하야(이마이 아사미), 타카츠키 야요이(니고 마야코), 하기와라 유키호(아사쿠라 아즈미), 키쿠치 마코토(히라타 히로미), 후타미 아미/마미(시모다 아사미), 미나세 이오리(쿠기미야 리에), 미우라 아즈사(타카하시 치아키), 시죠 타카네(하라 유미), 가나하 히비키(누마쿠라 마나미), 아키즈키 리츠코(와카바야시 나오미)의 13명.
3. ↑  싱글판과 달리, 모든 파트가 합창이 되어 있는 리믹스 버전이다.
4. ↑  작사의 단계에서는 다른 타이틀이었지만, 텔레비전 방송시에는 '언제까지나, 어디까지나'라는 타이틀로 방송되었다. 이 변경은 작사자 밭에 대해서 무단으로 행해지고 있어 그 후 일본 컬럼비아로부터 사죄의 코멘트가 발표되어 정식적인 곡명이 '우리는 쭉… 이죠?'으로 변경되었던 것이 고지되었다.

### 참조주
1. ↑  “READY!! 765PRO ALLSTARS”. 《오리콘 연예인 사전》. 오리콘. 2013년 4월 27일에 확인함.
2. ↑  “CHANGE!!!! 765PRO ALLSTARS”. 《오리콘 연예인 사전》. 오리콘. 2013년 4월 27일에 확인함.